# Stellato (famiglia)
Stellato, anche detta Scillato, è una famiglia della nobiltà italiana originaria di Salerno. I suoi membri ebbero varie cariche nel Regno di Napoli sotto la dinastia degli angioini.

## Storia
Le prime notizie risalgono al secolo XIII quando erano signori di Sicignano. Membri della famiglia Stellato ebbero la baronia di vari feudi: Sicignano, Atripalda, Ceppaloni (1289-1400 circa), Circello, Chianchetelle, Vasto, Forcella e Colle. Altri membri della famiglia vissero con il rango di nobili in Ceppaloni (BN) sino al XVII secolo. 

## Esponenti della famiglia
- Ruggiero (+ post 1268), cavaliere, Signore di Sicignano;
- Berardo, consigliere regio nel 1283 e famiglio del re Carlo I d'Angiò, viceré del Principato Ultra nel 1284;
- Matteo, medico e famiglio di Carlo I d'Angiò (sec.XIII-XIV).
- Pandolfo, Signore di Atripalda e giustiziere di Terra d'Otranto nel 1309 e signore di Ceppaloni;
- Niccolò, cavaliere, governatore dell'Aquila e viceré d'Abruzzo nel 1343-1344.